# لورني ريد
لورني ريد هو لاعب كرة القدم الكندية كندي، ولد في 20 يناير 1929 في ساسكاتون في كندا، وتوفي في 29 مارس 1975 في Gibsons ‏ في كندا.

## وصلات خارجية
- لورني ريد على موقع JustSportsStats.com (الإنجليزية)